# ブライトン王国詐欺事件
ブライトン王国詐欺事件（ぶらいとんおうこくさぎじけん）は、英国内にブライトン王国を建国するとして資金を集めた日本の詐欺事件。

## 概要
自身を王族の末裔であると信じる広島出身の男は、2002年から10年以上にわたり資金を集め続けた。2019年2月、逮捕された。